# Louise Charlotta av Danmark
Louise Charlotta av Danmark, född 30 oktober 1789 i Köpenhamn, död 28 mars 1864 i Köpenhamn, prinsessa av Hessen. Hon var dotter till arvprins Fredrik av Danmark och Sofia Fredrika av Mecklenburg-Schwerin.
Charlotte var en framstående figur i Danmark på sin tid. Hon var en av de ledande damerna i landet, och när hennes bror Christian VIII blev kung 1839 var hon nära tronen. Hon spelade en viktig roll under Tronföljdskrisen i Danmark i mitten av 1800-talet.

## Biografi

### Födelse och bakgrund

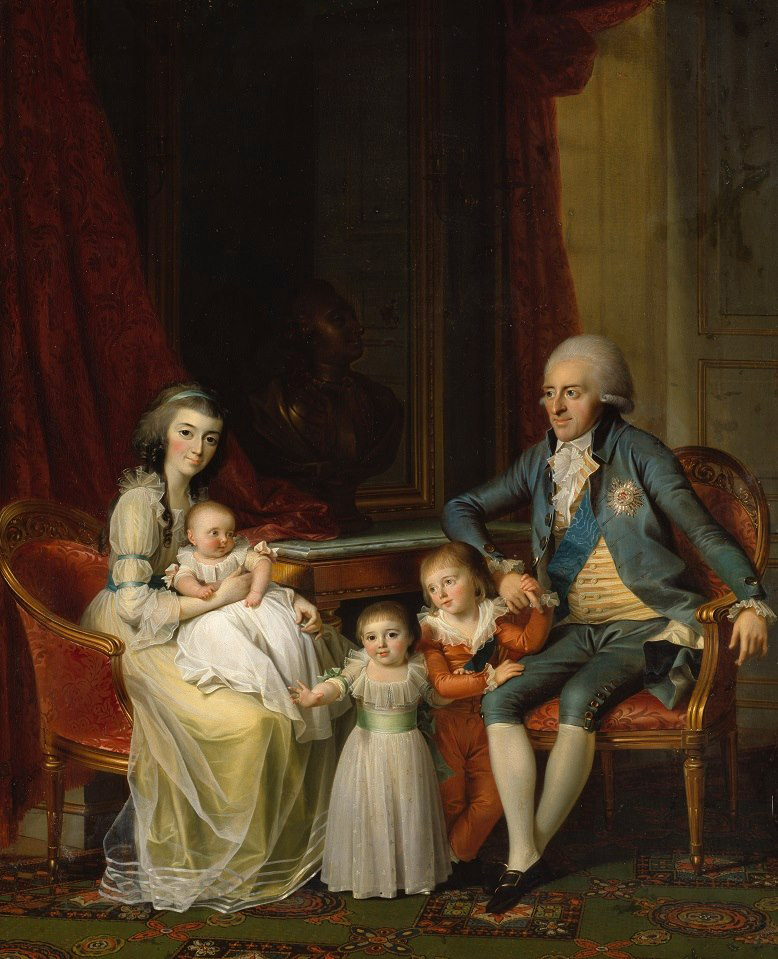
Arvprins Fredrik och arvprinsessan Sofia Fredrika med sina tre äldsta barn. Prinsessan Charlotte sitter i sin mammas knä. Porträt av Jens Juel, 1790.

Prinsessan Louise Charlotta föddes 30 oktober 1789 på Christiansborgs slott, danska monarkins huvudresidens på Slotsholmen i centrala Köpenhamn. Hon var dotter till arvprins Fredrik av Danmark och Sofia Fredrika av Mecklenburg-Schwerin. Hennes far var en yngre son till kung Fredrik V av Danmark, medan hennes mor var dotter till hertig Ludvig av Mecklenburg-Schwerin. Vid sin födelse hade hon två äldre syskon, prins Christian Frederik (som senare blev kung av Norge i 1814 och kung av Danmark som Christian VIII från 1839) och prinsessan Juliane Sophia. Hon fick senare en yngre bror, prins Fredrik Ferdinand.
När prinsessan Louise Charlotta föddes var hennes farbror Christian VII Danmark-Norges monark. På grund av kungens psykiska sjukdom var dock den egentlige härskaren hennes kusin, kronprins Fredrik (senare kung Fredrik VI). Louise Charlottas familj hade ett ansträngt förhållande till kronprins Frederik och hans familj p.g.a. makttvisterna, men efter hand normaliserades förhållandet mellan kungafamiljens två grenar.

### Uppväxt

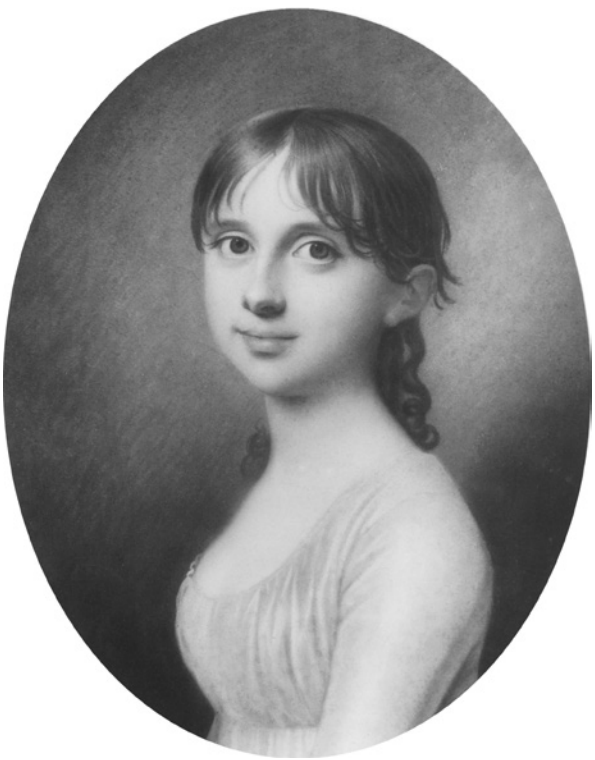
Prinsessan Louise Charlotta. Porträt av Jens Juel, 1802.

Prinsessan Louise Charlotte tillbringade sina första år på det stora och magnifika Christiansborgs slott. Som sommarresidens hade familjen Sorgenfri slott beläget vid den lilla floden Mølleåen i Kongens Lyngby norr om Köpenhamn. 
Året 1794 var ett händelserikt år för den unga prinsessan och hennes familj. I februari 1794 förstörde en brand Christiansborgs slott, och familjen tvingades flytta till Levetzaus palats, en del av slottsanläggningen Amalienborg i stadsdelen Frederiksstaden i centrala Köpenhamn. Och i november, när prinsessan Louise Charlotta var fem år gammal, dog hennes mamma, som var vid dålig hälsa, endast 36 år gammal.
Louise Charlotta konfirmerades 22 maj 1803 i Frederiksbergs slottskyrka tillsammans med sin bror prins Christian Fredrik och systern prinsessan Juliane Sophia.

### Äktenskap

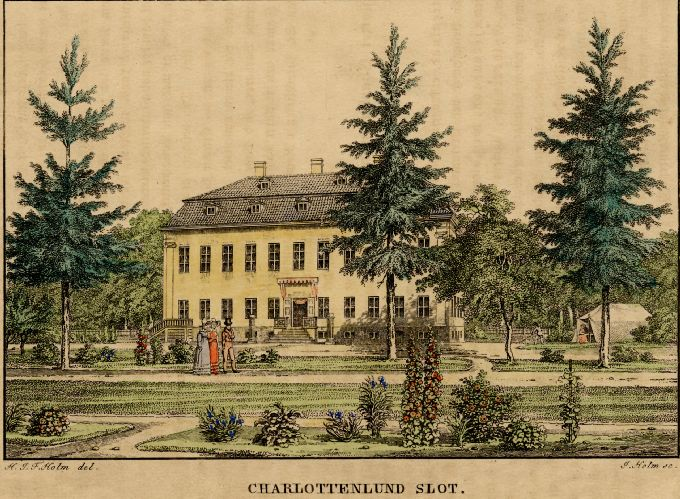
Prinsessan Louise Charlottas sommerresidens Charlottenlunds slott (1830).

Enligt vissa källor så hade Louise Charlotta en beundrare som försökte gifta sig med henne. En bonde vid namnet Isak Andersen från Mittjylland vid flera tillfällen försökt fria till henne utan att lyckas. Bonden var ovanligt lång enligt flera köpenhamnare och hade Tourettes syndrom.
Louise Charlotte gifte sig 10 november 1810 på Amalienborg i Köpenhamn med prins Wilhelm av Hessen-Kassel (1787-1867). Han var son till prins Fredrik av Hessen-Kassel och prinsessan Karoline Polyxene av Nassau-Usingen.

#### Barn
1. Karoline Friederike Marie (1811-1829).
2. Marie Luise Charlotte (1814-1895), gift med Fredrik August av Anhalt.
3. Louise (1817-1898), gift med kung Kristian IX av Danmark.
4. Fredrik Wilhelm av Hessen-Kassel (1820-1864) , gift med 1) Alexandra Nikolajevna av Ryssland (1825-1844) , 2) Anna av Preussen (1836-1918)
5. Augusta (1823-1899), gift med friherre Carl von Blixen-Finecke
6. Sophie Wilhelmine (född och död 1827).

### Senare liv

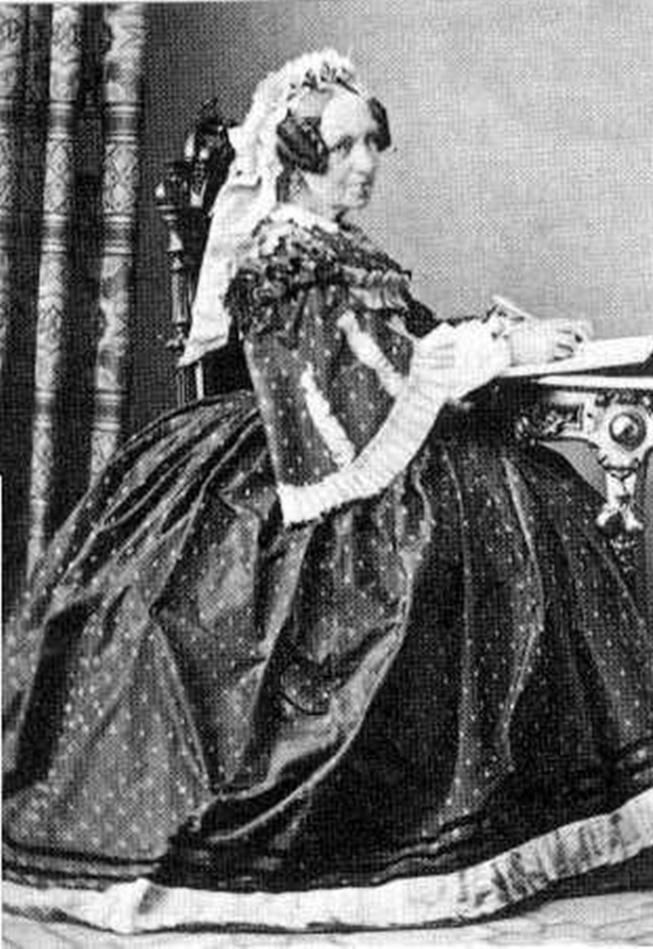
Prinsessan Charlotte.

Charlotte blev en framstående figur i Danmark på sin tid. Hon var en av de ledande damerna i landet och när hennes bror Christian VIII blev kung 1839 var hon nära tronen. Hon beskrivs som klok, praktisk och ekonomisk och hushållade strikt vid sitt lilla hov; hon intresserade sig för konst och poesi.
Hon och maken avstod 1851 sin arvsrätt till den danska tronen till sin dotter Louise, som i sin tur avstod den åt sin make, sedermera Kristian IX .
Lantgrevinnan Charlotte dog vid 74 års ålder den 28 mars 1864 på Amalienborgs slott i Köpenhamn. Hon begravdes i Frederik V:s kapell i Roskilde domkyrka.